# The Prodigal Son (Ry Cooder)
The Prodigal Son è un album in studio del 2018, il sedicesimo uscito dal cantautore e polistrumentista americano Ry Cooder. L'album è stato pubblicato l'11 maggio 2018 dalle etichette Concord e Perro Verde. Il disco ha anche prodotto due singoli.
Successore del suo album Election Special del 2012 e primo album di Cooder in sei anni, The Prodigal Son cerca un ritorno allo spirito infuso presente nella sua prima carriera. In particolare, l'album contiene cover delle canzoni di artisti del calibro di Blind Alfred Reed, Pilgrim Travelers e Stanley Brothers insieme a tre composizioni originali.
Secondo Cooder, l'album è nato principalmente dal tour 2015–16 al fianco dei musicisti bluegrass Ricky Skaggs e Sharon White of The Whites e trova le basi per incorporare elementi di alcuni brani musicali gospel bianchi eseguiti durante il tour.
Per promuovere l'album, sono uscite due performance video in studio sul canale ufficiale YouTube di Ry Cooder, uno di Straight Street e uno della traccia del titolo dell'album.

## Tracce
1. Straight Street – 4:00
2. Shrinking Man – 4:07
3. Gentrification – 3:13
4. Everybody Ought to Treat a Stranger Right – 3:46
5. The Prodigal Son – 3:48
6. Nobody's Fault but Mine – 6:07
7. You Must Unload – 5:26
8. I'll Be Rested When the Roll Is Called – 3:11
9. Harbor of Love – 5:46
10. Jesus and Woody – 5:57
11. In His Care – 3:39